# Versowood
Versowood Group Oy (avant 2005 Vierumäen Teollisuus Oy) est une entreprise de transformation du bois située dans le quartier de Vierumäki à Heinola en Finlande.

## Présentation
Fondé en 1946, Versowood est le plus grand producteur et transformateur privé de bois de Finlande.
En 1997, Versowood acquiert la scierie d'Otava à Mikkeli qui devient une filiale du Groupe.
En 2004 Versowood achète Paloheimo Wood Oy, composé d'une scierie, d'une usine de rabotage, avec toutes ses installations de production.
En 2014 Versowood achète la scierie d'Hankasalmi de Vapo Timber Oy.

## Branches
Les branches du groupes sont présentes dans les lieux suivants:
- Vierumäki
- Riihimäki
- Otava
- Hankasalmi
- Heinola
- Hartola
- Haukipudas
- Rovaniemi
- Pori
- Valkeakoski
- Muurla